# قائمة البنوك في المغرب

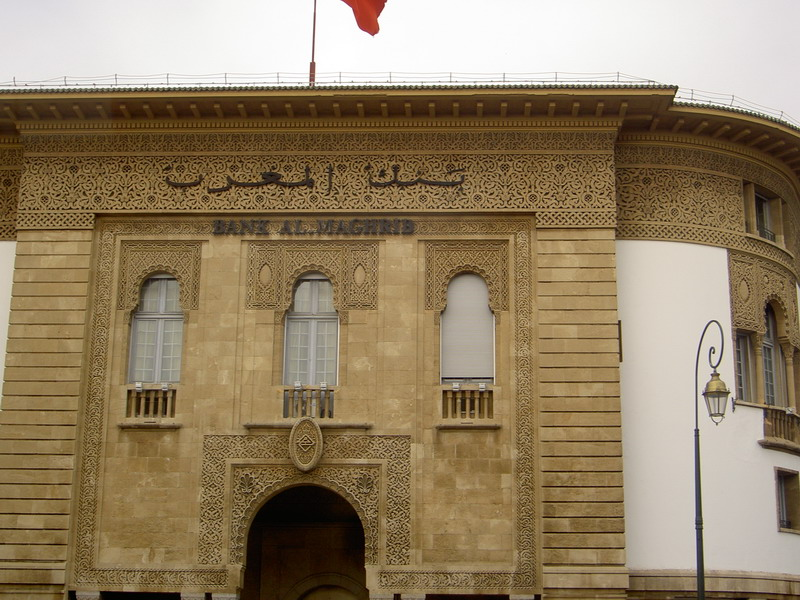
مقر بنك المغرب، الرباط.

يتكون النظام البنكي المغربي من مجموعة من المؤسسات المالية يشرف على تنظيمها واعتماداتها بنك المغرب، الذي يصنفها تحت تسمية «مؤسسات الائتمان والهيئات المعتبرة في حكمها» (بالفرنسية:  Etablissements de crédit et organismes assimilés)‏ وتشمل البنوك ومؤسسات القروض والائتمان والإيجار المالي ومؤسسات أخرى مرتبطة بالمجال المالي وتنظيم المعاملات. بلغ عدد المؤسسات البنكية 86 سنة 2018 من بينها 29 بنكا.

## تاريخ المؤسسات البنكية في المغرب
يرجع ظهور المؤسسات البنكية، بشكلها المعاصر، في المغرب إلى الفترة بين النصف الثاني من القرن 19 وبداية القرن العشرين. ارتبط ظهور النشاط البنكي في المغرب بمراحل التغلغل الاستعماري والاقتصادي الأوروبي في المغرب والضعف التدريجي للدولة المغربية في المرحلة بين 1830 و 1912. أعطت بريطانيا قرضا للمغرب عام 1860 لتسوية التعويض الضخم قيمته تساوي 4 ملايين دولار من 1861، والذي طالبته إسبانيا في أعقاب الحرب الإسبانية المغربية، وكان ضمان هذا القرض الإيرادات الديوانة المغربية. كان المغرب يعيش عجزا في الميزان التجاري مطلع القرن العشرين، ما دفع حكام المغرب إلى أخذ قروض عديدة من أوروبا، ولا سيما قرض قيمته 62.5 مليون فرنك فرنسي إثر الاتفاق الودي عام 1904، وضمانه كذلك إيرادات الديوانة المغربية. انتهت هذه المرحلة بتوقيع معاهدة الحماية مع فرنسا وإسبانيا. كانت البنوك الفرنسية الخاصة تمول المشاريع الاستعمارية مثل بناء الموانئ والسكك الحديدية، وضخ بنك الاتحاد الباريسي رأسمالا كبيرا في الشركة المغربية استعدادا للصفقات الكبيرة المرتقبة بعد فرض الحماية، بينما كان بنك پاريبا يرأس مجموعة البنوك التي ساهمت في تأسيس الشركة المغربية العامة وهي شركة استعمارية فرنسية مستغلة في حقول السكك الحديدية (شركة السكك الحديدية في المغرب والشركة الفرنسية الإسبانية للسكة الحديدية بين طنجة وفاس) والمياه والغاز والكهرباء بعد الاندماج مع الشركة الليونية للمياه (ليدك).
خلال فترة الحماية، نُظِّم القطاع تدريجيا عبر قوانين تنظيمية قريبة من النموذج الفرنسي. بعد الاستقلال، قام المغرب بإعلان استقلاله المالي والبنكي عن فرنسا في 1959 عبر تأسيس بنك مركزي وطني وإصدار عملة وطنية سيادية خلال فترة حكومة عبد الله إبراهيم.
في 1904، قدمت القوى الأوروبية قرضا للمغرب، بعد اقتراب الدولة من الإفلاس، يقضي بتخصيص 60 بالمئة من عائدات الجمارك المغربية لخدمة الدين وينص في أحد بنوده على أحقية بنك باريس والأراضي المنخفضة في إنشاء بنك مخزني (بنك مركزي مغربي). سنتين بعد ذلك، في 1906، نظم مؤتمر الجزيرة الخضراء حول المغرب (بحضور 11 دولة أوروبية زائد الولايات المتحدة) ونص آنذاك على إنشاء البنك المخزني المغربي (أو بنك الدولة المغربية) حسب التسمية الفرنسية) BEM ، برأسمال 15.4 مليون فرنك فرنسي، له حصرية الإصدار النقدي ويقوم بمهام الخازن والمنفذ لأداءات الدولة المخزنية.

## الشبابيك الأوتوماتيكية
أفاد بنك المغرب بأن عدد الشبابيك البنكية الأوتوماتيكية بالمغرب بلغ 6331 عند نهاية يونيو من سنة 2021، مقابل 6356 عند نهاية دجنبر 2020.

## البنك المركزي
بنك المغرب هو البنك المركزي والمنظم الرئيسي للقطاع البنكي في المغرب عبر مديرية الإشراف البنكي (DSB). تأسس البنك عبر ظهير 30 يونيو 1959 كوريث البنك المخزني المغربي.

## مؤسسات مالية عمومية
- صندوق الإيداع والتدبير: جهاز تأمين وتدبير الادخار الوطني ويمارس أنشطة بنكية، تأسس سنة 1959.[10]
- صندوق الضمان المركزي: مؤسسة عمومية معتبرة في حكم مؤسسة بنكية وتنشط أساسا في ضمان القروض (تم تغييره إلى شركة مساهمة تحت اسم الشركة الوطنية لضمان ولتمويل المقاولة).[11]
- الشركة المغربية لتدبير صناديق الودائع البنكية: شركة مكلفة بتدبير صندوق ضمان الودائع البنكية والبنكية التشاركية إضافة إلى تسوية صعوبات مؤسسات الائتمان.[12]

## مؤسسات الائتمان البنكية

### البنوك
قائمة البنوك المعتمدة من طرف البنك المركزي المغربي في 2018:
| الاسم                                                 | الاختصار            | سنة الاعتماد | المقر الاجتماعي (الضريبي) | المساهم الرئيسي | مجموع الحصيلة* (مليار درهم) | العائد الصافي البنكي (PNB)** (مليار درهم) | الناتج الصافي (مليار درهم) | سنة المعلومات |
| ----------------------------------------------------- | ------------------- | ------------ | ------------------------- | --- | --------------------------- | ----------------------------------------- | -------------------------- | ------------- |
| البريد بنك                                            | ABB                 | 2009         | الدار البيضاء             | بريد المغرب المغرب (100%) | 56                          | 1.592                                     | 0.123                      | 2018          |
| البنك العربي للمغرب                                   | Arab Bank           | 1961         | الدار البيضاء             | أسما إنفست المغرب السعودية (100%) | -                           | -                                         | 0.160                      | 2015          |
| التجاري وفا بنك (م)                                   | AWB                 | 2003         | الدار البيضاء             | المدى القابضة المغرب (46.4%) | 532.6                       | 23.5                                      | 7.0                        | 2019          |
| بنك العمل                                             | Bank Al Amal        | 1989         | الدار البيضاء             | البنك الشعبي المركزي المغرب (38.6%) | 0.975                       | 0.036                                     | -0.001                     | 2018          |
| البنك الشعبي المركزي (م) + البنوك الشعبية الجهوية (9) | BCP                 | 1961         | الدار البيضاء             | البنوك الشعبية الجهوية المغرب (82.54%)البنك الشعبي المركزي ذو بنية تعاونية وهو تجميع لتسعة بنوك جهوية مساهمة مقراتها في أكادير، فاس، العيون، مراكش، مكناس، وجدة، الناظور، الرباط وطنجة. | 396.59                      | 17                                        | 3.5                        | 2018          |
| بنك إفريقيا (م)                                       | BMCE Bank of Africa | 1959         | الدار البيضاء             | الملكية الوطنية للتأمين المغرب (29.8%) | 313.3                       | 13.36                                     | 2.84                       | 2017          |
| البنك المغربي للتجارة والصناعة (م)                    | BMCI                | 1943         | الدار البيضاء             | بي إن بي باريبا فرنسا (66.7%) | 69.3                        | 3.03                                      | 0.562                      | 2018          |
| سي دي جي كابيتال                                      | CDGK                | 2006         | الرباط                    | صندوق الإيداع والتدبير المغرب (100%) | 9.6                         | 0.388                                     | 0.121                      | 2017          |
| القرض الفلاحي للمغرب (م)                              | CAM                 | 1961         | الرباط                    | الدولة المغربية المغرب (75.15%) | 100                         | 3.97                                      | 0.372                      | 2018          |
| سي إف جي بنك                                          | CFG BAnk            | 2012         | الدار البيضاء             | أمين علمي المغرب (12.26%) أميتيس ألفا فرنسا (12.15%) مغرب إف إس لوكسمبورغ (12.15%) الملكية الوطنية للتأمين المغرب (11.41%)                                                              | 4.6                         | 0.162                                     | -0.065                     | 2017          |
| سيتي بنك المغرب                                       | CitiBank            | 1967         | الدار البيضاء             | سيتي بنك الولايات المتحدة (98.62%) | 5.95                        | 0.347                                     | 0.151                      | 2017          |
| القرض العقاري والسياحي (م)                            | CIH Bank            | 1920         | الدار البيضاء             | صندوق الإيداع والتدبير المغرب (70.6%) | 64.9                        | 2.24                                      | 0.455                      | 2018          |
| مصرف المغرب (م)                                       | CDM                 | 1929         | الدار البيضاء             | كريدي أجريكول فرنسا (78.7%) | 55.9                        | 2.3                                       | 0.589                      | 2018          |
| صندوق التجهيز الجماعي                                 | FEC                 | 1958         | الرباط                    | الدولة المغربية المغرب (مؤسسة عمومية) | 20.3                        | 0.494                                     | 0.269                      | 2018          |
| ميديا فينانس                                          | Mediafinance        | 1996         | الدار البيضاء             | البنك الشعبي المركزي المغرب (60%) | -                           | 84.1                                      | 34.34                      | 2018          |
| الشركة العامة المغربية للأبناك (م)                    | SGMB                | 1913         | الدار البيضاء             | الشركة العامة فرنسا (57.4%) | 88.9                        | 4.1                                       | 0.971                      | 2017          |
| الاتحاد المغربي للأبناك                               | UMB                 | 1946         | الدار البيضاء             | تحت مسطرة التسوية المالية: الشركة المغربية لتدبير صناديق الودائع هي المعتمدة من طرف بنك المغرب (2019) لتسيير البنك.                                                                     | -                           | -                                         | -                          | 2019          |
| بنك ساباديل                                           | Banco Sabadell      | 2011         | الدار البيضاء             | بنك ساباديل إسبانيا (100%) | 0.998                       | -                                         | -                          | 2017          |
| كايشا بانك                                            | Caixa bank          | 2009         | الدار البيضاء             | كايشا بنك إسبانيا (100%) | -                           | -                                         | -                          | 2018          |

ملاحظات:
- (م): النتائج المالية مجمعة وتشمل فروع البنك وشركاته الفرعية داخل وخارج المغرب.
- (*) مجموع الحصيلة: إجمالي الأصول البنكية أو إجمالي الاعتمادات.
- (**) العائد الصافي البنكي: (مجموع الفوائد المحصلة + مجموع العمولات المحصلة + مجموع العائدات البنكية الأخرى) - (مجموع الفوائد المؤداة + مجموع العمولات المدفوعة + مجموع التكاليف البنكية الأخرى)

### البنوك والنوافذ التشاركية - الإسلامية
| الاسم                | الاختصار       | سنة الاعتماد | المقر الاجتماعي | المساهم الرئيسي                                                                  | مجموع الحصيلة (مليار درهم) | العائد الصافي البنكي (PNB) (مليون درهم) | الناتج الخام (مليون درهم) | سنة المعلومات |
| -------------------- | -------------- | ------------ | --------------- | -------------------------------------------------------------------------------- | -------------------------- | --------------------------------------- | ------------------------- | ------------- |
| أمنية بنك            | Umnia Bank     | 2017         | الدار البيضاء   | القرض العقاري والسياحي المغرب بنك قطر الدولي الإسلامي قطر                        | 3.010                      | 51.1                                    | -66                       | 2019          |
| بنك اليسر            | Bank Al Yousr  | 2017         | الدار البيضاء   | البنك الشعبي المركزي المغرب (80%)                                                | -                          | 2.3                                     | -                         | يونيو 2018    |
| بنك الصفاء           | Bank Assafa    | 2017         | الدار البيضاء   | التجاري وفا بنك المغرب (100%)                                                    | 3.2                        | 30.8                                    | -58                       | 2018          |
| الأخضر بنك           | Al Akhdar Bank | 2017         | الرباط          | القرض الفلاحي للمغرب المغرب (51%) البنك الإسلامي للتنمية (49%)                   | -                          | 3.4                                     | -46.3                     | 2018          |
| بنك التمويل والإنماء | BTI            | 2017         | الدار البيضاء   | البنك المغربي للتجارة الخارجية المغرب (51%) مجموعة البركة المصرفية البحرين (49%) | -                          | 0                                       | -36                       | يونيو 2018    |

إضافة إلى ثلاث نوافذ تشاركية (إسلامية) للأبناك التالية:
- الرضا (Arreda): علامة تشاركية لبنك مصرف المغرب، تم اعتمادها سنة 2017.[46]
- نجمة (Najmah): علامة تشاركية للبنك المغربي للتجارة والصناعة (BMCI) تم اعتمادها سنة 2017.[47]
- دار الأمان (Dar Al Amane): علامة تشاركية لبنك الشركة العامة المغربية للأبناك (SGMB) تم اعتمادها سنة 2017.[48]

ملاحظات:
- تسمية «بنك إسلامي» غير معتمدة من طرف البنك المركزي المغربي، المؤسسات المشتغلة في المالية الإسلامية تسمى بالبنوك التشاركية.
- النوافذ التشاركية ملزمة بالتوفر على هوية بصرية ومؤسساتية مستقلة عن البنك الرئيسي ورغم أنها لا تمثل بنوكا مستقلة إلا أن اعتمادها البنكي مستقل.

### البنوك الحرة (أوفشور)
| الاسم                                   | الاختصار        | المقر الاجتماعي |
| --------------------------------------- | --------------- | --------------- |
| التجاري الدولي                          | Attijari IB BOS | طنجة            |
| البنك الدولي لطنجة                      | BIT BOS         | طنجة            |
| البنك المغربي للتجارة والصناعة - أوفشور | BMCI BOS        | طنجة            |
| الشركة العامة - أوفشور                  | SGMB BOS        | طنجة            |
| البنك المغربي للتجارة الخارجية - أوفشور | BMCE BOS        | طنجة            |
| الشعبي الدولي                           | Chaabi IB BOS   | طنجة            |

## مؤسسات القروض

### مؤسسات قروض الاستهلاك
14 شركة قروض استهلاك معتمدة في المغرب في 2018:
| الاسم                                      | الاختصار         | سنة الاعتماد | المقر الاجتماعي | المساهم الرئيسي |
| ------------------------------------------ | ---------------- | ------------ | --------------- | --- |
| فيفاليس سلف                                | Vivalis          | 1992         | الدار البيضاء   | البنك الشعبي المركزي المغرب (87.28%) |
| دار السلف                                  | Dar Assalaf      | 1998         | الدار البيضاء   | عبدالله بنحميدة المغرب |
| المجموعة المالية للشراء بالقروض - فيناكريد | Finacred         | 1990         | الدار البيضاء   | عبد اللطيف لحكيم المغرب (79.2%) |
| رونو الدولية للائتمان بالمغرب للتمويل      | Renault SF       | 2007         | الدار البيضاء   | بنك RCI فرنسا |
| سلفين                                      | Salafin          | 1997         | الدار البيضاء   | البنك المغربي للتجارة الخارجية المغرب (60.8%)                                                                                             |
| سلف المستقبل                               | Almoustaqbal     | 1991         | الدار البيضاء   | محمد بنعلي المغرب (55%) |
| شركة تمويل الشراء بالسلف - صوفاك           | Sofac            | 1963         | الدار البيضاء   | القرض العقاري والسياحي المغرب (46.21%) بريد المغرب المغرب (39.29%)                                                                        |
| شركة التمويل الجديد - فناك                 | Fnac             | 1991         | الرباط          | المغربية للمساهمات Maropar المغرب (82.67%)                                                                                                |
| شركة التجهيز المنزلي - إيكدوم              | Eqdom            | 1974         | الدار البيضاء   | إس جي كونسومر فينانس فرنسا (34.95%) الشركة العامة المغربية للأبناك المغرب (18.77%) النظام الجماعي لمنح رواتب التقاعد RCAR المغرب (15.04%) |
| شركة الشمال الإفريقي للسلف - صوناك         | Sonac            | 1980         | فاس             | محمد زهير البرنوصي المغرب |
| أكسا سلف                                   | Axa Crédit       | 1954         | الدار البيضاء   | أكسا للتأمينات المغرب المغرب |
| الشركة الجهوية لقروض الاستهلاك - صوريك     | Sorec            | 1986         | الدار البيضاء   | سوباركو Soparco المغرب (99.93%) |
| السلف الأخضر                               | Assalaf alakhdar | 2009         | الدار البيضاء   | القرض الفلاحي للمغرب المغرب |
| وفا سلف                                    | Wafasalaf        | 1987         | الدار البيضاء   | التجاري وفا بنك المغرب (51%) كريدي أجريكول كونسومر فينانس فرنسا (49%)                                                                     |

### مؤسسات القروض العقارية
شركتان للقروض العقارية معتمدة في المغرب في 2018:
| الاسم          | الاختصار            | سنة الاعتماد | المقر الاجتماعي | المساهم الرئيسي        |
| -------------- | ------------------- | ------------ | --------------- | ---------------------- |
| التجاري للعقار | Attijari Immobilier | 1991         | الدار البيضاء   | التجاري وفا بنك المغرب |
| وفا للعقار     | Wafa Immobilier     | 1991         | الدار البيضاء   | التجاري وفا بنك المغرب |

### مؤسسات القروض الإيجارية (Leasing)
6 شركات للقروض الإيجارية معتمدة في المغرب في 2018:
| الاسم                                         | الاختصار        | سنة الاعتماد | المقر الاجتماعي | المساهم الرئيسي                                                                      |
| --------------------------------------------- | --------------- | ------------ | --------------- | ------------------------------------------------------------------------------------ |
| القرض الإيجاري للبنك المغربي للتجارة والصناعة | BMCI Leasing    | 1986         | الدار البيضاء   | البنك المغربي للتجارة والصناعة المغرب (86.9%)                                        |
| المغربية للإيجار                              | Maroc leasing   | 1965         | الدار البيضاء   | البنك الشعبي المركزي المغرب (53.11%)                                                 |
| مصرف المغرب للائتمان التجاري وشراء الديون     | CDM Leasing     | 1989         | الدار البيضاء   | مصرف المغرب المغرب (67%)                                                             |
| سوجيليز المغرب                                | Sogelease Maroc | 1981         | الدار البيضاء   | الشركة العامة المغربية للأبناك المغرب (100%)                                         |
| مغرباي                                        | Maghrebail      | 1972         | الدار البيضاء   | البنك المغربي للتجارة الخارجية المغرب (52.5%) الملكية الوطنية للتأمين المغرب (26.3%) |
| وفاباي                                        | Wafabail        | 1976         | الدار البيضاء   | التجاري وفا بنك المغرب                                                               |

### مؤسسات الكفالة
شركتان للكفالة (Cautionnement) معتمدة في المغرب في 2018:
| الاسم      | الاختصار     | سنة الاعتماد | المقر الاجتماعي | المساهم الرئيسي                                                                      |
| ---------- | ------------ | ------------ | --------------- | ------------------------------------------------------------------------------------ |
| فينيا      | Finea        | 1950         | الدار البيضاء   | صندوق الإيداع والتدبير المغرب (99.08%)                                               |
| دار الضمان | Dar Addamane | 1989         | الدار البيضاء   | البنك الشعبي المركزي المغرب صندوق الحسن الثاني للتنمية الاقتصادية والاجتماعية المغرب |

### مؤسسات تحصيل وشراء الديون
شركتان لتحصيل وشراء الديون (Affacturage) معتمدة في المغرب في 2018:
| الاسم             | الاختصار           | سنة الاعتماد | المقر الاجتماعي | المساهم الرئيسي                              |
| ----------------- | ------------------ | ------------ | --------------- | -------------------------------------------- |
| التجاري فاكطورينغ | Attijari Factoring | 1995         | الدار البيضاء   | التجاري وفا بنك المغرب (100%)                |
| مغرب فاكطورينغ    | Maghreb Factoring  | 1988         | الدار البيضاء   | البنك المغربي للتجارة الخارجية المغرب (100%) |

### شركات تمويل أخرى
| الاسم                                           | الاختصار         | سنة الاعتماد | المقر الاجتماعي | المساهم الرئيسي |
| ----------------------------------------------- | ---------------- | ------------ | --------------- | --- |
| شركة تمويل الفلاح (SFDA سابقا)                  | Tamwil El Fellah | 2008         | الرباط          | القرض الفلاحي للمغرب المغرب (100%) |
| صندوق تمويل مؤسسات القروض الصغرى بالمغرب (جيدة) | JAIDA            | 2007         | الرباط          | صندوق الإيداع والتدبير المغرب بنك الائتمان لإعادة الإعمار KFW ألمانيا صندوق الإيداع CDC فرنسا الوكالة الفرنسية للتنمية فرنسا بريد المغرب المغرب |

## مؤسسات تدبير وسائل الأداء وتحويل الأموال

### مؤسسات تدبير وسائل الأداء
ثلاث شركات لتدبير وسائل الأداء معتمدة في المغرب في 2018:
| الإسم                   | الاختصار  | سنة الاعتماد | المقر الاجتماعي | المساهم الرئيسي |
| ----------------------- | --------- | ------------ | --------------- | --- |
| المركز المغربي للنقديات | CMI       | 2001         | الدار البيضاء   | التجاري وفا بنك المغرب (22.4%) البنك الشعبي المركزي المغرب (13.23%) البنك المغربي للتجارة والصناعة المغرب (13.23%) البنك المغربي للتجارة الخارجية المغرب (11.2%) الشركة العامة المغربية للأبناك المغرب (11.2%) |
| إم 2 إم                 | M2M SPS   | 2007         | الدار البيضاء   | قابضة RMK المغرب (51%) |
| وافا كاش                | Wafa Cash | 1991         | الدار البيضاء   | التجاري وفا بنك المغرب (100%) |

### مؤسسات الأداء المتخصصة في تحويل الأموال
| الإسم               | الاختصار             | سنة الاعتماد | المقر الاجتماعي | المساهم الرئيسي                                                            |
| ------------------- | -------------------- | ------------ | --------------- | -------------------------------------------------------------------------- |
| ضمان كاش            | Damane Cash          | 2008         | مراكش           | البنك المغربي للتجارة الخارجية المغرب (100%)                               |
| أوروصول             | M2M SPS              | 2009         | الرباط          | قابضة RMK المغرب (51%)                                                     |
| ميا للخدمات المالية | MEA Finance Service  | 2008         | الدار البيضاء   | -                                                                          |
| كاش بلوس            | Cash Plus            | 2004         | الدار البيضاء   | مجموعة ريشبوند المغرب (40%)                                                |
| ترانسفير إكسبريس    | Transfert Express    | 2009         | الدار البيضاء   | إنتر إنبيوس Interenvios SL إسبانيا                                         |
| مونيون المغرب       | Moneyon Maroc        | 2008         | الدار البيضاء   | -                                                                          |
| البريد كاش          | Barid Cash           | 2014         | الدار البيضاء   | بريد المغرب المغرب (100%)                                                  |
| UAE الصرف المغرب    | UAE Exchange Morocco | 2009         | الدار البيضاء   | علي عبد الله المزروعي الإمارات العربية المتحدة بافاغوتو راغورام شيتي الهند |
| M2T إم 2 تي         | M2T                  | 2012         | الدار البيضاء   | البنك الشعبي المركزي المغرب (85%)                                          |

## مؤسسات التمويلات الصغرى
13 جمعية ومؤسسة معتمدة في مجال القروض الصغرى سنة 2018:
| الإسم                                                  | المقر الاجتماعي |
| ------------------------------------------------------ | --------------- |
| الأمانة                                                | الرباط          |
| الكرامة                                                | الرباط          |
| الإسماعيلية (AIMC)                                     | مكناس           |
| التضامن                                                | فاس             |
| جمعية واد سرو (AMOS)                                   | خنيفرة          |
| الجمعية التطوانية للمبادرات الاجتماعية والمهنية (ATIL) | تطوان           |
| التوفيق                                                | الدار البيضاء   |
| أرضي                                                   | تمارة           |
| جمعية القروض الصغرى للشمال                             | طنجة            |
| المؤسسة من أجل التنمية المحلية والشراكة (FONDEP)       | الرباط          |
| توادة                                                  | الرباط          |
| باب الرزق الجميل                                       | الدار البيضاء   |
| المؤسسة المغربية لدعم المقاولة الصغرى (INMAA)          | القنيطرة        |

## وصلات خارجية
- (بالعربية) (بالفرنسية) (بالإنجليزية) الموقع الرسمي لبنك المغرب
- (بالفرنسية) موقع الجمعية المغربية لشركات التمويل : يتضمن دليلا محينا بمعلومات أغلب شركات التمويل العاملة في المغرب.
- (بالعربية) (بالفرنسية) (بالإنجليزية) محرك بحث المصدرين الماليين - موقع الهيئة المغربية لسوق الرساميل : يتضمن معلومات محينة حول بنية المساهمين والتقارير المالية السنوية.